# Fibroblasten-Wachstumsfaktor 5
Der Fibroblasten-Wachstumsfaktor 5 (FGF-5, von engl. Fibroblast Growth Factor 5) ist ein Signalprotein aus der Familie der Fibroblast Growth Factors, das in Wirbeltieren vorkommt.

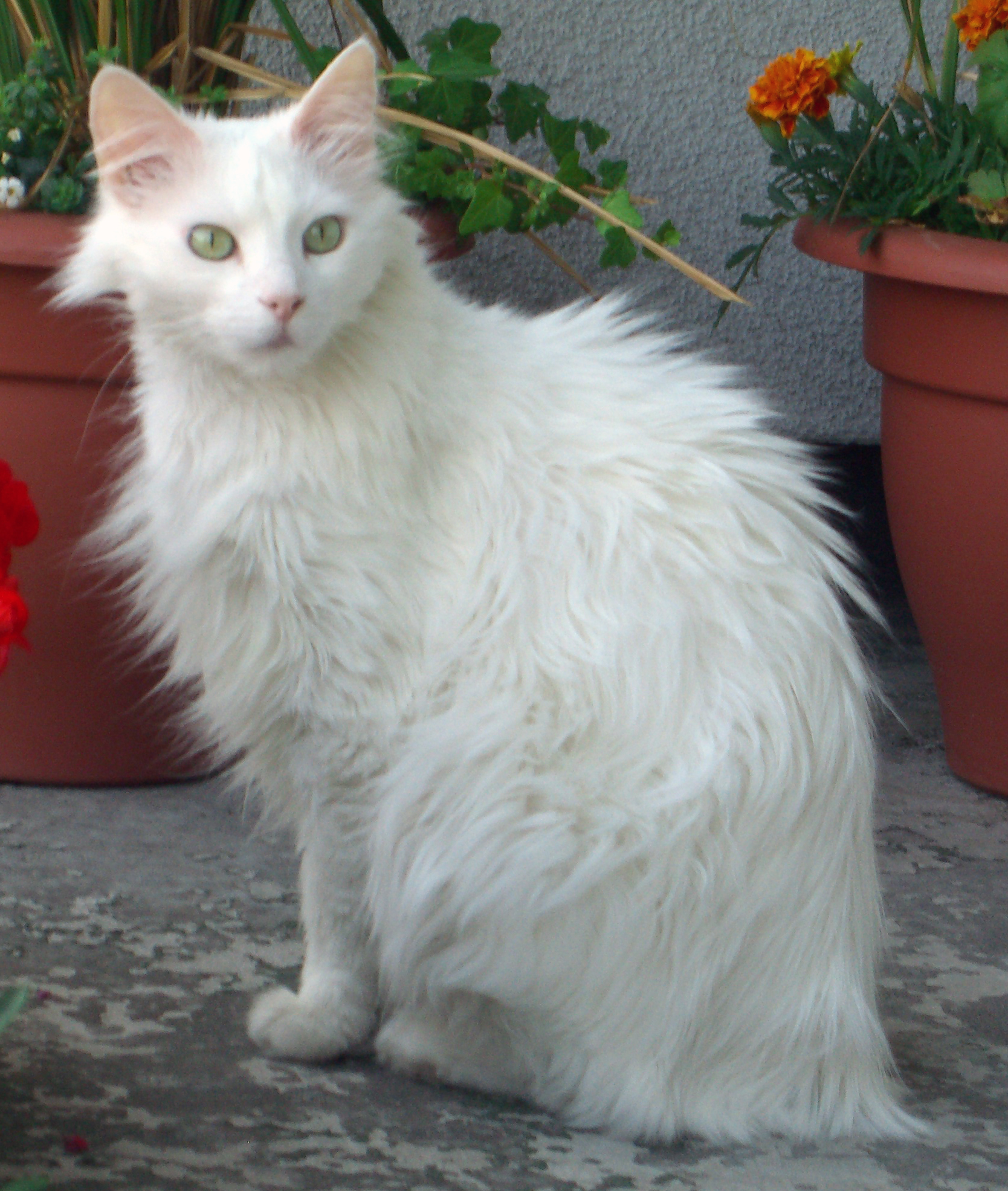
Langhaarige Haustierformen wie diese Angora-Katze weisen häufig eine Mutation im FGF-5-Gen auf.

FGF-5 ist bekannt dafür, dass es für die Haarlänge in Säugetieren verantwortlich ist. Mäuse, in denen das Gen durch Gene-Targeting zerstört ist, besitzen stark verlängerte Haare. Ursache ist eine inhibierende Rolle auf das Haarwachstum während der Wachstumsphase (Anagen). Das FGF5-Gen besitzt drei Exons. In Mäusen und anderen Säugern existiert das Protein in zwei Isoformen, die durch Alternatives Spleißen desselben RNA-Transkripts entstehen. Der kürzeren der beiden Isoformen fehlt das mittlere Exon.
Beim Menschen können Mutationen dieses Gens zu vermehrtem Haarwuchs führen, vergleiche Familiär Isolierte Form einer Trichomegalie und Oliver-McFarlane-Syndrom.
Langhaarformen von Haushunden, Hauskatzen und anderen Haustieren, oft als Angora bezeichnet, tragen häufig ebenfalls eine Mutation im FGF-5-Gen. Daher wurde angenommen, eine Mutation in diesem Gen könnte auch mit dem langen Fell des Wollhaarmammuts zusammenhängen. Sequenzvergleiche zwischen Wollhaarmammuts und verschiedenen heutigen Elefantenformen ergaben allerdings kaum Mammut-spezifische Besonderheiten im FGF5-Gen. Lediglich zwei Unterschiede in der Sequenz wurden festgestellt. Eine im Promotor, die sich allerdings nicht auf die Bindung von Transkriptionsfaktoren auswirken dürfte und eine stille Mutation in Exon3, also eine, die sich nicht auf die Proteinsequenz auswirkt. Demnach scheint das FGF5-Gen nicht für die Unterschiede zwischen Elefanten und Wollhaarmammuts verantwortlich zu sein. Völlig ausgeschlossen werden kann ein möglicher Einfluss allerdings nicht, da etwa in den Introns regulierende Sequenzen liegen könnten, die die Genexpression beeinflussen.

## Belege
1. ↑  Homologe bei OMA
2. ↑  Online-Magazin der Universität Bern: Katzen würden kurzhaar tragen
3. ↑  J. M. Hebert, T. Rosenquist, J. Gotz, G. R. Martin: FGF5 as a regulator of the hair growth cycle: evidence from targeted and spontaneous mutations. In: Cell. Band 78(6), 1994, S. 1017–1025.
4. ↑  Y. Hattori, M. Yamasaki, N. Itoh: The rat FGF-5 mRNA variant generated by alternative splicing encodes a novel truncated form of FGF-5. In: Biochimica et Biophysica Acta. Band 1306(1), 1996, S. 31–33.
5. ↑  S. Suzuki, Y. Ota, K. Ozawa, T. Imamura: Dual-mode regulation of hair growth cycle by two Fgf-5 gene products. In: Journal of Investigative Dermatology. Band 114(3), 2000, S. 456–463.
6. ↑  Eintrag zu Trichomegalie, isolierte, familiäre Form. In: Orphanet (Datenbank für seltene Krankheiten), abgerufen am 16. August 2024.
7. ↑  Alfred L Roca, Yasuko Ishida, Nikolas Nikolaidis, Sergios-Orestis Kolokotronis, Stephen Fratpietro, Kristin Stewardson, Shannon Hensley, Michele Tisdale, Gennady Boeskorov, Alex D Greenwood: Genetic variation at hair length candidate genes in elephants and the extinct woolly mammoth. In: BMC Evol Biol. Band 9, 2009, S. 232.